# Adetomyrma
Adetomyrma ist eine Gattung der Ameisen. Alle bekannten Arten leben auf Madagaskar.

## Merkmale

### Arbeiterinnen
Die Arbeiterinnen sind an eine unterirdische (hypogäische) Lebensweise angepasst. Es sind kleine, blass gefärbte, augenlose Tiere mit zylindrischem Körperumriss. Nur bei dieser Ameisengattung ist das erste Hinterleibssegment nicht klar als Petiolus abgeschnürt, sondern sitzt breit am restlichen Hinterleib (Gaster) an. An allen Hinterleibssegmenten sind die Sklerite (Tergite und Sternite) klar voneinander getrennt und nicht verschmolzen. Die Hinterleibsbildung ähnelt also weniger allen anderen Ameisen, sondern der der anderen aculeaten Hautflügler. Am Kopf typisch ist eine Reihe konischer Borsten am Vorderrand des Clypeus, die diesem ein gezähntes Aussehen verleihen. Die Antennen sitzen dicht hinter dem Clypeus, ihre Basen sind einander stark genähert. Die Mandibeln sind sichelförmig (falciform) mit parallelseitigen Rändern, am Vorderende mit zwei spitzen Zähnen, der Innenrand etwas gezackt, ihre Bildung ist an räuberische Ernährung angepasst. Die Tiere tragen einen Wehrstachel von für Ameisen auffallender Größe.

### Männchen
Die männlichen Geschlechtstiere sind dunkel gefärbt (Ausnahme: Adetomyrma aureocuprea), geflügelt und tragen große, halbkugelig vorgewölbte Komplexaugen und zusätzlich Ocellen (Punktaugen) von auffallender Größe. Ihre Hinterleibsbildung entspricht der der Arbeiterinnen. Die Flügel besitzen ein großes, dunkel gefärbtes Flügelmal (Pterostigma). Eine Ader nahe dem Vorderrand, der Radialsektor, ist auffallend schwach entwickelt und erreicht nicht die Randader. Die Antennen bestehen aus 13 Gliedern. Im Gegensatz zu den weiblichen Tieren tragen die Mandibeln am Ende nur einen stumpfen Zahn.

### Königinnen
Königinnen sind bisher nur von zwei Arten bekannt. Bei Adetomyrma goblin sind sie geflügelt, bei Adetomyrma caputleae sind sie ungeflügelt und ähneln im Körperbau den Arbeiterinnen („ergatoide“ Königinnen). Diese besitzen aber im Gegensatz zu den Arbeiterinnen kleine Komplexaugen und einen (den mittleren) Ocellus.

## Lebensweise
Die Ökologie der Arten ist bisher kaum bekannt. Die meisten Arten sind aus Wäldern bekannt, wobei von küstennahen bis in die Gebirge alle Höhenstufen besiedelt werden. Es liegen aber auch Funde aus bewachsenen Sanddünen vor(A. bressleri, A. goblin). Nester wurden vor allem in verrottetem Holz, aber auch im Erdreich, gefunden. Die ersten Exemplare der Typusart Adetomyrma venatrix wurden unter einem verrottenden Baumstamm gefunden.
Eine Kolonie kann bis zu 10.000 Tiere umfassen. Die Ameisen ernähren sich von anderen Gliederfüßern, die sie mit Gift lähmen und zur Kolonie tragen. Zudem betreibt die Königin (Gyne) LHF (Larval Hemolymph Feeding), wobei sie sich von der Haemolymphe der eigenen Larven ernährt, indem das Integument an bestimmten Stellen punktiert wird; die Larve wird dadurch aber nicht getötet. Dieses eigenartige Verhalten ist in der Unterfamilie weiter verbreitet.

## Systematik
Die Gattung ist mit neun Arten aus Madagaskar bekannt, wobei von fünf Arten bisher nur Männchen gefunden wurden. Die Unterfamilie Amblyoponinae ist auf Madagaskar mit sechs recht ähnlichen Gattungen und zahlreichen Arten verbreitet. Während beim Fund der Typusart im Jahr 1994 diese noch morphologisch völlig isoliert erschien, sind ähnliche Arten inzwischen auch außerhalb von Madagaskar gefunden worden, eine verwandte Gattung mit einer sehr ähnlichen Art zum Beispiel aus Vietnam.
Bei einer Verwandtschaftsanalyse, anhand homologer DNA-Sequenzen, wurde die Einordnung der Gattung in die Ambloyponinae bestätigt. Für eine genaue Schwestergruppenanalyse war das Datenmaterial aber nicht ausreichend.

### Bekannte Spezies
Zurzeit sind folgende Spezies der Gattung Adetomyrma bekannt:
- Adetomyrma aureocuprea Yoshimura & Fisher, 2012
- Adetomyrma bressleri Yoshimura & Fisher, 2012
- Adetomyrma caputleae Yoshimura & Fisher, 2012
- Adetomyrma cassis Yoshimura & Fisher, 2012
- Adetomyrma caudapinniger Yoshimura & Fisher, 2012
- Adetomyrma cilium Yoshimura & Fisher, 2012
- Adetomyrma clarivida Yoshimura & Fisher, 2012
- Adetomyrma goblin Yoshimura & Fisher, 2012
- Adetomyrma venatrix Ward, 1994

## Gefährdung
Die zuerst gefundene Art Adetomyrma venatrix wurde bald nach ihrer Beschreibung in die Rote Liste der IUCN in der Kategorie „stark gefährdet“ („critically endangered“) aufgenommen. Zu diesem Zeitpunkt war lediglich eine einzige Kolonie dieser einen Art bekannt geworden. Durch die zahlreichen neuen Funde seither ist dieser Eintrag überarbeitungsbedürftig. Da die Regenwälder Madagaskars, der Lebensraum der meisten Arten der Gattung, stark durch Rodung gefährdet sind, erscheint eine Gefährdung aber durchaus wahrscheinlich. Die Datenbasis für eine sichere Einstufung ist aber nicht ausreichend.